# .rw
‎.rw‏ دامنه اینترنتی اختصاص داده شده به کشور رواندا است.